# Lebrujo
Lebrujo (llamada oficialmente San Tomé de Lebruxo) es una parroquia y una aldea española del municipio de Baralla, en la provincia de Lugo, Galicia.

## Organización territorial
La parroquia está formada por tres entidades de población:
- Áspera
- Lebruxo
- Vilarello

## Demografía

### Parroquia
| Gráfica de evolución demográfica de Lebrujo (parroquia) entre 2000 y 2019 |
|                                                                           |
| Datos según el nomenclátor publicado por el INE.                          |

### Aldea
| Gráfica de evolución demográfica de Lebruxo (aldea) entre 2000 y 2019 |
|                                                                       |
| Datos según el nomenclátor publicado por el INE.                      |